# Leucandra bulbosa
Leucandra bulbosa är en svampdjursart som beskrevs av Hanitsch 1895. Leucandra bulbosa ingår i släktet Leucandra och familjen Grantiidae. Inga underarter finns listade i Catalogue of Life.